# Itajá

Itajá este un oraș în Goiás (GO), Brazilia.